# Tom Poes en de dief met de duizend gezichten
Tom Poes en de dief met de duizend gezichten is een ballonstripverhaal uit de stripreeks Tom Poes. Het verscheen eerst in 1962 in de nummers 16 tot en met 47 van het weekblad Revue. In 2011 werd het heruitgebracht in een verzamelalbum van uitgeverij Panda.

## Samenvatting
In het woud woont een dwerg, die zich erin gespecialiseerd heeft een totaal andere verschijningsvorm aan te nemen. Hij kan zich daardoor voordoen als iedereen die hij wil. Hij besluit dat uit te buiten en is uit op de rijkdom van o.a. Heer Bommel.
De politie is al op de hoogte, omdat de dwerg op zijn manier al een bank beroofd heeft. Maar door steeds een ander persoon te worden kan hij steeds ontsnappen. Zo doet hij zich voor als bijvoorbeeld de bediende Joost, commissaris Bulle Bas, een zeeman, kapitein Wal Rus, Heer Bommel, en als diverse personen in het buitenland. Hij heeft één zwakke plek: bij niezen valt hij uit zijn rol en dan vlucht hij. 
Door alle verwarring lijkt de dwerg ongrijpbaar, maar hij maakt uiteindelijk de fatale fout door Tom Poes te "imiteren". De echte Tom Poes is toevallig dichtbij, waardoor de dwerg tegen de lamp loopt. Tom Poes gaat niet naar de politie, maar biedt de dief een tweede kans als acteur in een theater. De directeur vindt het geweldig, en uiteindelijk stemt de dief in om zo eerlijk aan de kost te komen. Als acteur wordt hij beroemd.